# Palazzo Costaguti

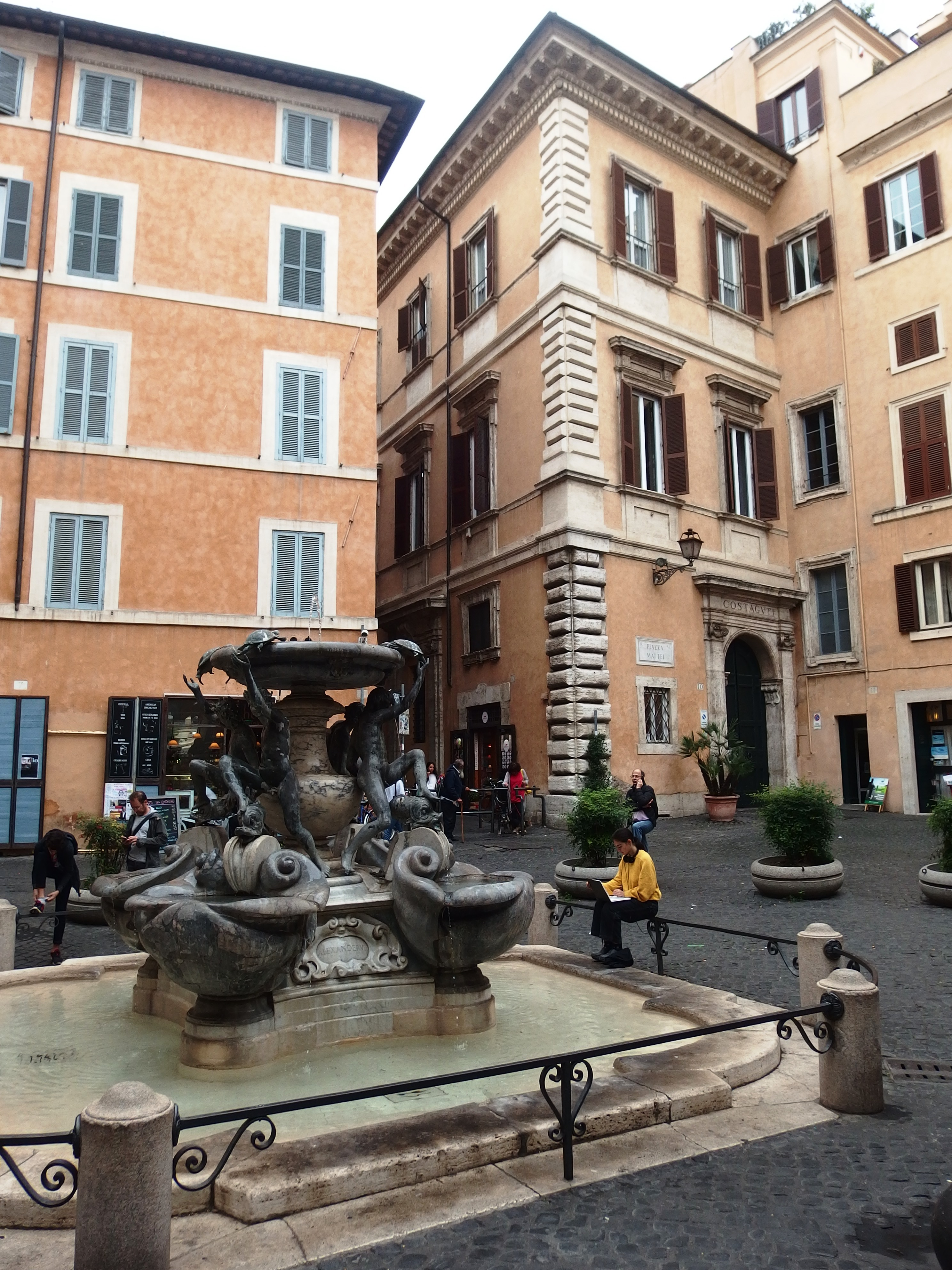
Fachada do palácio na Piazza Mattei com a famosa Fontana delle Tartarughe, de Giacomo della Porta, em primeiro plano.

Palazzo Costaguti, também conhecido como Palazzo Patrizi Costaguti, é um palácio maneirista localizado na esquina da Piazza Mattei com a Via della Reginella, no rione Sant'Angelo de Roma. De grandes dimensões, suas fachadas posteriores estão na Piazza Costaguti.

## História
O palácio foi construído na primeira metade do século XVI para o monsenhor Constanzo Patrizi, tesoureiro do papa Paulo III, no local onde ficava a igreja de San Leonardo de Albis, que foi demolida (ela própria já havia sido construída no local de um antigo templo romano). Em 1578, com a morte de Patrizi, o edifício foi vendido a Ascânio e Próspero Costaguti, membros de uma família de banqueiros da Ligúria, por 26 000 escudos. No começo do século XVI, os Costaguti se tornaram tesoureiros do papa Paulo V Borghese, responsável pela construção da Basílica de São Pedro, da qual participou ativamente o cardeal Giovanni Battista Costaguti. Nesta época, os Costaguti renovaram o edifício com base num projeto de Carlo Lombardi: a fachada na Piazza Mattei, de frente para a famosa Fontana delle Tartarughe, é atribuída a Ascanio de Rossi e a da Piazza Costaguti, a Antonio De Battisti.

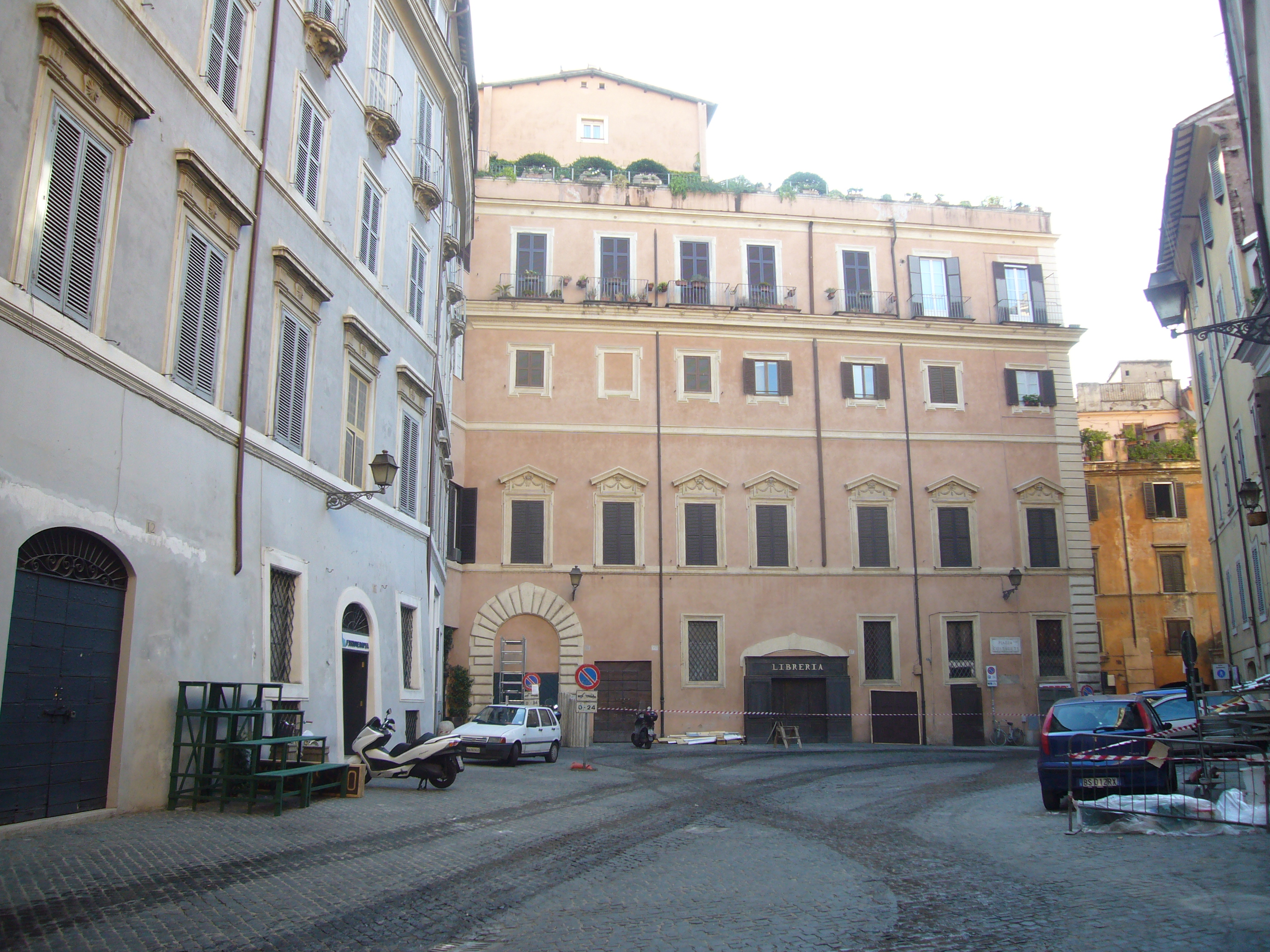
Fachada do palácio na Piazza Costaguti. À esquerda, o Palazzo Boccapadulli.

Outro cardeal, Vincenzo Costaguti, foi tutor de belas-artes e de música e foi o principal mestre de cerimônias na recepção da rainha Cristina da Suécia em sua visita a Roma em 23 de dezembro de 1655 depois de sua conversão ao catolicismo. 
A ala mais antiga do edifício é que está de frente para a Via della Reginella, com um belo portal que no passado já foi a entrada principal. Em 1823, a via foi incorporada ao Gueto de Roma e os Costaguti fecharam o portal e passaram a utilizar como entrada principal o portal na Piazza Mattei (apesar de a fachada maior ser na Piazza Costaguti). No século XIX, novas reformas foram conduzidas por Giovanni Battista Giovenale.
Mais tarde, a família Costaguti se fundiu aos Afan De Rivera, uma nobre família de origem hispano-napolitana, e o edifício ainda hoje pertence ao marqueses Afan De Rivera Costaguti. A família tem outras propriedades em várias partes da Itália, a mais importante das quais é o Palazzo Costaguti em Roccalvecce, perto de Viterbo.

## Descrição

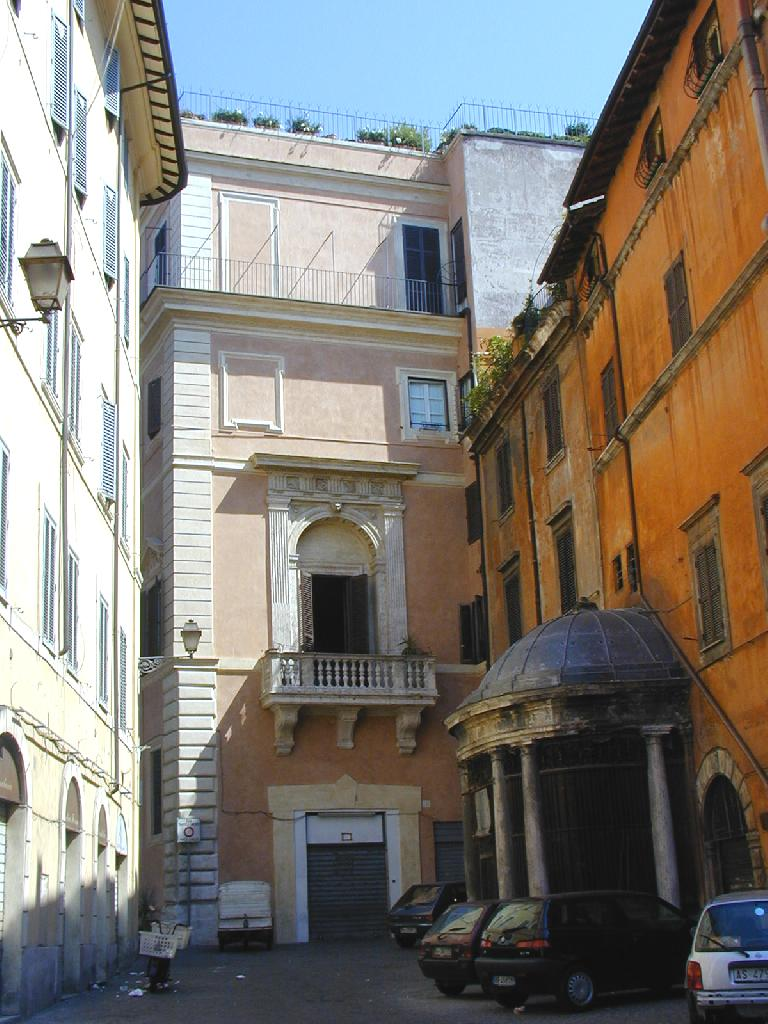
Fachada lateral do palácio na pequena reentrância da Piazza Costaguti no Gueto de Roma. À direita a Casa di Lorenzo Manilio e o Tempietto del Carmelo.

A fachada na Piazza Costaguti se apresenta em dois pisos de janelas, o primeiro com arquitraves triangulares e festões e o segundo, com cornijas. No beiral, de linhas mistas, está uma construção elevada do século XIX com pequenas varandas com balaustradas de ferro. No piso térreo está um belo portal de silhares rusticados entre portas e janelas modernas. Nas esquinas está uma decoração de blocos de pedra rusticadas do chão ao beiral igual ao da fachada na Piazza Mattei, cujo portal, a entrada principal do palácio, é encimado por uma arquitrave com a inscrição COSTAGUTI.
Uma fachada lateral do palácio, ainda na Piazza Costaguti, está de frente para o Tempietto del Carmelo, dedicado a Nossa Senhora do Carmo, um local que ficava antigamente no interior do Gueto de Roma.
O pátio interno foi reformando no século XXI para restaurar sua aparência no século XVI e o local hoje serve de estacionamento para os moradores. O brasão da família Costaguti, três linhas pontudas apontando para três estrelas, estão por toda parte. Seu design é uma referência à origem da família: "costa" = costa e "aguta" = pontuda em ligúrio antigo.

### Interior
O piso nobre, onda ainda vivem os membros da família Costaguti, ainda preserva sua decoração original, incluindo diversas obras primas. Entre elas estão aclamados afrescos de Raffaele Romanelli (pintura mitológica), Guercino (teto do Salão de Rinaldo e Armida juntamente com Agostino Tassi), os irmãos Taddeo e Federico Zuccari ("Sala dos Meses") e Gaspard Poussin (ou Dughet) ("Salão Poussin"). Entre as grandes pinturas, as mais famosas são provavelmente a "Carruagem do Sol e do Tempo descobrindo a Verdade", de Domenichino (também com a ajuda de Tassi), e "Salão de Vênus", de Cavalier d'Arpino. Destacam-se ainda obras de Francesco Albani ("Rapto de Europa"), os irmãos Giacomo e Pierfrancesco Mola ("Baco e Ariana") e Giovanni Lanfranco e Sisto Badalocchio ("Salão de Hércules"). Os Costaguti são uma das seis famílias romanas que detém o antigo privilégio de serem visitadas pelo papa, motivo pelo qual receberam da Igreja Católica o título de "marqueses do baldaquino". Por causa disto, os Costaguti precisam ter em sua residência um baldaquino sob o qual um trono para o papa pode ser colocado durante a visita.
O apartamento chamado "Sonho da Tartaruga", que ocupa todo o último piso é alugado pela família para particulares e conta com elevador. Ainda assim, uma grande escadaria, ricamente decorada e com degraus de dois tipos de mármore (carrara e peperino), liga todos os andares. Na escada estão ainda estátuas dos ancestrais dos Costaguti (Ascânio e Próspero) e um banco de mármore utilizado para descanso dos que subiam as escadas antigamente.
Nos demais andares estão outros apartamentos menores, também para aluguel, conhecidos como "Ninho da Tartaruga" e "Tartarugas".